# Nychioptera
Nychioptera is een geslacht van vlinders van de familie spinneruilen (Erebidae), uit de onderfamilie Calpinae.

## Soorten
- N. accola Franclemont, 1966
- N. noctuidalis Dyar, 1907
- N. opada Franclemont, 1966